# Malacalcyonacea
Malacalcyonacea é uma ordem de cnidários da classe dos antozoários (Anthozoa).

## Famílias
Seguem as famílias da ordem:
- Acanthoaxiidae (van Ofwegen & McFadden, 2010)
- Acrophytidae (McFadden & van Ofwegen, 2017)
- Acrossotidae (Bourne, 1914)
- Alcyoniidae (Lamouroux, 1812)
- Anthogorgiidae (McFadden, van Ofwegen & Quattrini, 2022)
- Aquaumbridae (Breedy, van Ofwegen & Vargas, 2012)
- Arulidae (McFadden & van Ofwegen, 2012)
- Astrogorgiidae (McFadden, van Ofwegen & Quattrini, 2022)
- Capnellidae (McFadden, van Ofwegen & Quattrini, 2022)
- Carijoidae (McFadden, van Ofwegen & Quattrini, 2022)
- Cerveridae (McFadden, van Ofwegen & Quattrini, 2022)
- Cladiellidae (McFadden, van Ofwegen & Quattrini, 2022)
- Clavulariidae (Hickson, 1894)
- Coelogorgiidae (Bourne, 1900)
- Corymbophytidae (McFadden & van Ofwegen, 2017)
- Discophytidae (McFadden, van Ofwegen & Quattrini, 2022)
- Eunicellidae (McFadden, van Ofwegen & Quattrini, 2022)
- Euplexauridae (McFadden, van Ofwegen & Quattrini, 2022)
- Gorgoniidae (Lamouroux, 1812)
- Incrustatidae (McFadden, van Ofwegen & Quattrini, 2022)
- Isididae (Lamouroux, 1812)
- Keroeididae (Kinoshita, 1910)
- Lemnaliidae (McFadden, van Ofwegen & Quattrini, 2022)
- Leptophytidae (McFadden & van Ofwegen, 2017)
- Malacacanthidae (McFadden, van Ofwegen & Quattrini, 2022)
- Melithaeidae (Gray, 1870)
- Nephtheidae (Gray, 1862)
- Nephthyigorgiidae (McFadden, van Ofwegen & Quattrini, 2022)
- Nidaliidae (Gray, 1869)
- Paralcyoniidae (Gray, 1869)
- Paramuriceidae (Bayer, 1956)
- Plexaurellidae (Verrill, 1912)
- Plexauridae (Gray, 1859)
- Pseudonephtheidae (McFadden, van Ofwegen & Quattrini, 2022)
- Pterogorgiidae (McFadden, van Ofwegen & Quattrini, 2022)
- Rosgorgiidae (McFadden, van Ofwegen & Quattrini, 2022)
- Sarcophytidae (McFadden, van Ofwegen & Quattrini, 2022)
- Scleracidae (McFadden, van Ofwegen & Quattrini, 2022)
- Sinulariidae (McFadden, van Ofwegen & Quattrini, 2022)
- Siphonogorgiidae (Kölliker, 1874)
- Skamnariidae (McFadden, van Ofwegen & Quattrini, 2022)
- Subergorgiidae (Gray, 1859)
- Taiaroidae (Bayer & Muzik, 1976)
- Tubiporidae (Ehrenberg, 1828)
- Victorgorgiidae (Moore, Alderslade & Miller, 2017)
- Xeniidae (Ehrenberg, 1828)